# Jean-François Maurel
Jean-François Maurel est un homme politique français né le 30 janvier 1741 à Rennes (Ille-et-Vilaine) et décédé le 15 octobre 1805 à Redon (Ille-et-Vilaine).

## Biographie
Jean-François Maurel est le fils de Jacques Maurel, cavalier de la maréchaussée, et d'Anne Bioche.
Chirurgien à Bain-de-Bretagne, il est premier suppléant à la Convention et siège immédiatement comme député d'Ille-et-Vilaine. Il vote pour la détention de Louis XVI.

## Sources
- « Jean-François Maurel », dans Adolphe Robert et Gaston Cougny, Dictionnaire des parlementaires français, Edgar Bourloton, 1889-1891 [détail de l’édition]